# José Júlio (toureiro)
José Júlio Venâncio Antunes (Vila Franca de Xira, 31 de janeiro de 1935 – Vila Franca de Xira, 29 de janeiro de 2021) foi um matador de toiros português.
Foi galardoado com o Prémio Bordalo, da Casa da Imprensa, nos anos de 1966 e de 1970, na categoria de Tauromaquia.

## Biografia
José Júlio Venâncio Antunes era filho de Júlio Antunes, bandarilheiro, e sobrinho-neto dum conhecido forcado do Grupo de Vila Franca, de seu nome Venâncio. Órfão de pai aos quatro anos de idade, e com a mãe doente, foi acolhido e criado pelos seus tios, pais de António Alves Redol.
Na infância, dava largas à sua imaginação e simulava faenas com as outras crianças da rua, arriscando algumas vezes a ida a ganadarias, mesmo de forma clandestina. A vontade de se tornar toureiro profissional levou-o a rumar, com 16 anos, à Escola de Toureio da Golegã, do mestre Patrício Cecílio.
A estreia de José Júlio em público ocorreu no final da temporada de 1955, num festival taurino realizado na Praça de Touros do Cartaxo, em que também atuaram Manuel dos Santos, António dos Santos e Francisco Mendes. No ano seguinte, mais precisamente, a 10 de abril de 1956, vestiu pela primeira vez o traje de luces, na velha Praça de Touros Monumental de Santarém. Em junho do mesmo ano apresentava-se na Monumental do Campo Pequeno, em Lisboa.
No seu debute em Las Ventas, Madrid, na tarde de 24 de setembro de 1959, cortou uma orelha, tendo sido o primeiro toureiro a pé, de nacionalidade portuguesa, a consegui-lo nesta praça. Em 19 de abril do mesmo ano estreara-se também na arena de Nimes, França.
Depois do percurso como novilheiro, José Júlio tornar-se-ia matador de touros no ano de 1959, na Praça de Touros de Saragoça, onde recebeu a alternativa, no dia 11 de outubro, das mãos de Manuel Jiménez Moreno «Chicuelo».
Considerado um dos matadores portugueses mais completos, e extraordinário na sorte de bandarilhas, José Júlio partilhou compartiu praça com alguns dos mais destacados toureiros do seu tempo e cultivou muitos admiradores. Alves Redol dedicou-lhe uma célebre crónica no "Diário de Lisboa", intitulada Sombra e Sangue, publicada em 1960, depois de uma atuação em que o matador foi colhido, na Real Maestranza de Sevilha.
Da cumplicidade de José Júlio com Alves Redol passou à história a ocasião em que o matador ajudou o escritor a viajar clandestinamente a Espanha, para se encontrar com «a memória» de Federico Garcia Lorca (1898-1936), à revelia do regime salazarista. Para conseguir fazer a viagem, Redol foi integrado entre os membros da quadrilha de José Júlio, fazendo passar-se por picador sobressalente, iludindo desta forma os fiscais da fronteira terrestre.
José Júlio recebeu o Prémio Bordalo (1966), ou Prémio da Imprensa, como "Matador de Toiros" da categoria "Tauromaquia", tendo a Casa da Imprensa em 1968, que também distinguiu nesta categoria, a título póstumo, o cavaleiro Joaquim José Correia e o Cabo do Grupo de Forcados de Santarém Ricardo Rhodes Sérgio.
"Pela classe demonstrada nos três tércios da lide, designadamente nas suas actuações em Moura e no Cartaxo" recebeu o Prémio Bordalo (1970), ou Prémio da Imprensa, nas mesma categoria em que, nesta ocasião, foram ainda galardoados Luís Miguel da Veiga (Cavaleiro) e o Grupo de Forcados Amadores do Montijo.
Uma grande exposição sobre a carreira a José Júlio, no Celeiro da Patriarcal, foi a forma como o matador foi o homenageado na edição de 2016 das Festas do Colete Encarnado, sucedendo a José Falcão (2014) e Mário Coelho (2015).
Em outubro de 2009 José Júlio celebrou os 50 anos da sua alternativa na arena da Palha Blanco, em Vila Franca de Xira, onde foi descerrada a lápide comemorativa.
Em 2 de Fevereiro de 2019, foi erigido ao maestro José Júlio, junto ao mercado municipal de Vila Franca de Xira, por iniciativa de um grupo dos seus conterrâneos patrocinada pela edilidade local, um busto da autoria do escultor espanhol Alberto Germán.
Ficou infectado por COVID-19 durante a pandemia de COVID-19 em Portugal, e foi admitido no Hospital de Vila Franca de Xira, onde morreu do vírus a 29 de Janeiro de 2021, aos 84 anos de idade.